# Государственный строй Дании
Государственное устройство Дании — политическая система Дании, государства в Европе, действующая на принципах парламентаризма, представительной демократии и конституционной монархии.

## Глава государства
Согласно Конституции и конституционным законам глава государства — король (королева). Формально главе государства принадлежит вся полнота законодательной, исполнительной и судебной власти. Практически с 1901 с введением независимости парламента ветви власти разделены. Король (королева) осуществляет верховную власть через назначаемое правительство, имеет право роспуска парламента. Согласно Конституции, силовые действия против Фолькетинга являются государственной изменой.
Король (королева) является верховным главнокомандующим Вооружённых сил Дании.
С 14 января 2024 года королем Дании является Фредерик X.

## Парламент
Избирательным правом обладают граждане Дании — мужчины и женщины, достигшие 18 лет (согласно избирательной  реформе 1978 года).
Высший орган законодательной власти — однопалатный парламент Дании (фолькетинг), избираемый гражданами страны на 4 года. Решения парламента являются окончательными, он не подотчётен никому.
С 1953 года парламент однопалатный, состоит из 179 членов, из которых:
- 135 избираются по пропорциональной системе на основе всеобщего избирательного права в 23 избирательных округах
- 40 избираются на места (т. н. дополнительные), распределяемые между партиями и списками пропорционально общему числу полученных на выборах голосов
- 2 избираются от Фарерских островов
- 2 избираются от Гренландии.

В парламентских выборах участвуют партии, прошедшие в фолькетинг на предыдущих выборах. Другие партии допускаются к выборам, если соберут подписи 1/175 от общего числа избирателей, принявших участие в предыдущих выборах. Для избрания в парламент партия должна получить не менее 2 % голосов от общего числа избирателей.
По результатам выборов 12 ноября 2007 года в фолькетинг вошли следующие партии:
- Либералы (Venstre) (V) — 46 мест
- Социал-демократы (Socialdemokraterne) (A) — 45 мест
- Датская народная партия (Dansk Folkeparti) (O) — 25 мест
- Социалистическая народная партия (Socialistisk Folkeparti) (F) — 23 места
- Консервативная народная партия (Det Konservative Folkeparti) (C) — 18 мест
- Радикальные либералы (Det Radikale Venstre) (B) — 9 мест
- Новый Альянс (Ny Alliance) (Y) — 5 мест
- Красно-Зелёный Альянс (Enhedslisten) (Ø) — 4 места

От Фарерских островов были избраны:
- Республиканская партия (Tjóðveldi) (E) — 1 место
- Союзная партия (Sambandsflokkurin) (B) — 1 место

От Гренландии были избраны:
- Сообщество Инуит (Inuit Ataqatigiit) — 1 место
- Партия «Вперёд» (Siumut) — 1 место

## Исполнительная власть
Исполнительная власть в Дании принадлежит Правительству Дании, возглавляемому Премьер-министром.
Король (королева) назначает Премьер-министра, опираясь на мнение народа в лице лидеров парламентских партий. Кандидатура Премьер-министра проходит процедуру голосования о доверии в парламенте. Формально утверждается только Премьер-министр, но обычно состав будущего кабинета министров определяется заранее. По Конституции требуется, чтобы большинство Парламента не было «против» предложенного, и не требуется большинства «за», поэтому чаще всего в Дании избирается правительство меньшинства. Правительство ответственно перед Парламентом. Правилом является назначение министров из числа членов Парламента, исключения достаточно редки.
С 2019 года премьер-министр Дании — Метте Фредериксен (Социал-демократическая партия).
При необходимости может быть собран Государственный Совет Дании, в который входят король (королева), Кронпринц или наследная принцесса по достижении ими совершеннолетия, а также все министры. Государственный Совет носит в основном представительские функции, но на нём могут обсуждаться важнейшие законопроекты и мероприятия правительства.
Подразделения Правительства Дании называются министерствами, во главе которых находятся министры. Формально все члены правительства имеют равные права и ни один из них не имеет права давать распоряжения другому министру, однако сложившаяся система отводит Премьер-министру место «первого среди равных» (лат. primus inter pares). Практики «младших» министров в Дании нет.
Министерства являются постоянно действующими гражданскими учреждениями по планированию, организации и контролю в областях по своему профилю. Министерства действуют вне политики, и смена кабинета не приводит к смене министерства. Руководит работой Министерства Постоянный Секретарь (Permanent Secretary). Министр, как правило, дополнительно имеет личный секретариат, который меняется при смене Министра.
С 2010 года на телеканале DR1 идет сериал Правительство, в центре которого история женщины премьер-министра Дании.

## Судебная система
Судебная система Дании включает: 1) окружные суды; 2) суды земель; 3) Суд по морским и торговым делам в Копенгагене; 4) Верховный суд; 5) Особый ревизионный суд
Судьи в Дании назначаются королём (королевой) и являются полностью независимыми от Правительства и Парламента. В своей деятельности судьи должны руководствоваться только законами и судебной практикой. До 1999 процесс назначения был формализованным и производился министром юстиции, но после обвинений в непотизме и корпоративных предпочтениях Министерство создало две квази-автономные негосударственные структуры для согласования и организации назначения судей.
Лишить статуса судьи можно только в случаях экстраординарных противозаконных действий или при длительной физической неспособности к судейской деятельности.
Старейшие члены Верховного суда и специально избранные фолькетингом на 6 лет судьи образуют Высокий Суд, рассматривающий дела по обвинению министров в государственной измене.